# Блардоне, Массимилиано
Массимилиано Блардоне (итал. Massimiliano Blardone; 26 ноября 1979, Домодоссола, Вербано-Кузьо-Оссола, Пьемонт, Италия) — итальянский горнолыжник, участник трёх Олимпийских игр, победитель семи этапов Кубка мира. Специализируется в гигантском слаломе.
В Кубке мира Блардоне дебютировал в 2000 году, в январе 2005 года одержал первую победу на этапе Кубка мира. Всего на сегодняшний день имеет 7 побед на этапах Кубка мира, все в гигантском слаломе. Лучшим достижением в общем зачёте Кубка мира является для Блардоне 17-е место в сезоне 2005-06.
На Олимпиаде-2002 в Солт-Лейк-Сити стал 8-м в гигантском слаломе.
На Олимпиаде-2006 в Турине, стартовал в двух дисциплинах: супергигант — 29-е место, гигантский слалом — 11-е место.
На Олимпиаде-2010 в Ванкувере, занял 11-е место в гигантском слаломе.
За свою карьеру участвовал в пяти чемпионатах мира, лучший результат 5-е места в гигантском слаломе на чемпионатах 2001 и 2009 годов.
Принял участие в горнолыжных соревнованиях в рамках зимних Всемирных военно-спортивных игр 2010 года, где первенствовал в командных зачётах гигантского и специального слалома, а в личном зачёте гиганта выиграл «бронзу».
Использует лыжи и ботинки производства фирмы Salomon.